# Płetwonurek KDP/CMAS ** (P2)
Płetwonurek KDP/CMAS ** (P2) - jest to drugi stopień płetwonurkowy w ramach organizacji KDP/CMAS. Uczestnik kursu zdobywa wiedzę teoretyczną i umiejętności praktyczne umożliwiające bezpieczne nurkowanie na dużych głębokościach (40 m) w grupie z płetwonurkami o równorzędnych lub wyższych kwalifikacjach, udzielanie pomocy w wypadkach nurkowych oraz stosowanie technik autoratowniczych.  Po ukończeniu kursu płetwonurek uzyskuje wpis do Książki Płetwonurka KDP potwierdzający uzyskanie uprawnień, musi również wykupić certyfikat (w postaci karty). W roku 2011 nastąpiły zmiany w systemie szkolenia KDP/CMAS, które zmieniły ścieżkę uzyskiwania kolejnych stopni i uprawnień.

## Wymagania do rozpoczęcia kursu
- ukończone 16 lat,
- posiadanie stopnia Płetwonurka KDP/CMAS * (P1) potwierdzonego certyfikatem KDP/CMAS lub równorzędnego stopnia innej organizacji,
- posiadanie stopni specjalistycznych, potwierdzonych certyfikatami KDP/CMAS z zakresu:
  - nurkowania nocnego (PNO),
  - nurkowania nawigacyjnego (PNA),
  - i nurkowania eksploracyjnego (PE) lub równorzędnych stopni innych organizacji,
- zalogowane 30 nurkowań (łącznie z nurkowaniami szkoleniowymi), w tym przynajmniej 10 na głębokość większą niż 15 m,
- od chwili uzyskania stopnia płetwonurka KDP/CMAS* (P1), wykonane  potwierdzone 20 nurkowań stażowych, w tym przynajmniej 10 nurkowań na  głębokościach 10-20 m,
- zgoda rodziców lub opiekunów prawnych w przypadku osób niepełnoletnich,
- orzeczenie lekarza o zdolności do uprawiania płetwonurkowania.

## Przebieg szkolenia
- Część teoretyczna: 15 godzin wykładów,

Program:
Sprzęt nurkowy
Ratownictwo nurkowe
Technika i bezpieczeństwo nurkowania
Choroby i urazy w nurkowaniu
Fizyka nurkowania
Hydrologia
Historia nurkowania
Sprawdzian wiedzy teoretycznej i praktycznej
- Część praktyczna: 24 godzin zajęć praktycznych w ciągu 6 dni szkoleniowych. Kurs obejmuje 10 nurkowań w wodach otwartych: 
  - w tym 7 nurkowań na głębokość 20 m,
  - 1 nurkowanie na głębokość 30 m,
  - 2 nurkowania na głębokość 40 m,
  - Łączny czas pobytu pod wodą min. 300 min. Szkolenie musi być zrealizowane w ciągu 2 miesięcy.

Program:
Nurkowanie sprawdzające z wykorzystaniem latarki, kompasu i boi sygnalizacyjnej
Sprawdzian przygotowania fizycznego
Wynurzenie z partnerem oddychając z zapasowego źródła powietrza
Wynurzenie z partnerem z oddychaniem z jednego automatu oddechowego
Wynurzenie bez płetw
Wydobycie nieprzytomnego nurka
Ratownictwo powierzchniowe
Autoratownictwo
Nurkowanie adaptacyjne przed nurkowaniami głębokimi
Nurkowanie głębokie
Warianty:
1. Kurs stacjonarny - 7 dni ciągłego szkolenia na wodach otwartych,
2. Kurs weekendowy - 4 weekendy po 2 pełne dni szkolenia na wodach otwartych.

## Kadra kursu
- Kierownik Szkolenia: Instruktor  KDP/CMAS ** (M2),
- Stosunek instruktor/kursanci 1:6.

## Uprawnienia
- nurkowanie do głębokości 40 m w grupie z płetwonurkami o równorzędnych lub wyższych kwalifikacjach (przynajmniej jedna osoba w grupie musi być pełnoletnia).